# (26379) 1999 HZ1
1999 إتش زد 1 (ويعرف أيضًا باسم (26379) 1999 إتش زد 1 وفق تسمية الكوكب الصغير) (بالإنجليزية: 1999 HZ1)‏ هو كويكب ضمن حزام الكويكبات؛ وترتيبه 26379 من حيث الاكتشاف.
اكتُشف هذا الجُرم الفلكي بواسطة بحث لنكولن عن الكويكبات القريبة من الأرض في 20 أبريل 1999.

## وصلات خارجية
- (26379) 1999 HZ1 في قاعدة بيانات مختبر الدفع النفاث لأجرام النظام الشمسي الصغيرة

- الاكتشاف · مخطط المدار ·  العناصر المدارية · المعلمات المادية

- (26379) 1999 HZ1 على موقع ويكي سكاي: DSS2, SDSS, GALEX, IRAS, Hydrogen α, X-Ray, Astrophoto, Sky Map, Articles and images